# Pseudonesticus
Genre
Pseudonesticus est un genre d'araignées aranéomorphes de la famille des Nesticidae.

## Distribution
Les espèces de ce genre sont endémiques de Chine.

## Liste des espèces
Selon World Spider Catalog (version 17.5, 03/11/2016) :
- Pseudonesticus clavatus Liu & Li, 2013
- Pseudonesticus dafangensis Lin, Ballarin & Li, 2016
- Pseudonesticus miao Lin, Ballarin & Li, 2016
- Pseudonesticus spinosus Lin, Ballarin & Li, 2016
- Pseudonesticus wumengensis Lin, Ballarin & Li, 2016
- Pseudonesticus ziyunensis Lin, Ballarin & Li, 2016

## Publication originale
- Liu & Li, 2013 : A new genus and species of the family Nesticidae from Yunnan, China (Arachnida, Araneae). Acta Zootaxonomica Sinica, vol. 38, no 4, p. 790-794.